# 大久保賢一
大久保賢一（、1950年2月13日 - ）は、日本の映画評論家。多摩美術大学造形表現学部講師。

## 経歴
- 1968年東京都立新宿高等学校卒業。
- 1970年早稲田大学商学部中退、1974年早稲田大学文学部演劇学科中退。
- 大学在学中より自主上映と16ミリ映画製作の活動をスタートし、映画評論家としても活動[1]。
- 1975年、雑誌『NEW CINEMA EXPRESS』を刊行[1]。
- 1980年代には、ぴあフィルムフェスティバルの審査に携わる[1]。
- 東京国際映画祭を始めとした、クレルモンフェラン（仏）・ハワイ・ボンベイ等世界の各映画祭で審査委員を務める。
- 1994年国際交流基金「中央アジア映画祭」プログラム・ディレクター[2][3]。
- 1999年「ロシア日本映画祭」（モスクワ・ハバロフスク）プログラミング担当[3]。
- フジテレビ「ミッドナイト・アートシアター」、NHK-BS「シネマパラダイス」出演。

## 著書

### 単著
- 『映画 二極化する世界映画』（朝日新聞社、2002年）

### 寄稿
- 『世界の映画作家 38』（キネマ旬報社、1971年）
- 『オルタ・カルチャー』（リブロポート、1997年）

### 翻訳
- 『荒野より』（立風書房、1981年、ウォーレン・オーツ著）